# گارنر (کارولینای شمالی)
گارنر (به انگلیسی: Garner) شهری در ایالت کارولینای شمالی کشور ایالات متحده آمریکا است که جمعیت آن در سرشماری سال ۲۰۱۰ میلادی، ۲۵٬۷۴۵ نفر بوده‌است.